# Suzanne May
Suzanne May (* 1971 in Newcastle upon Tyne) ist eine britische Schauspielerin.

## Leben und Karriere
Suzanne May zog mit ihrer Familie in verschiedene Städte, bis sie sich schließlich in Reading, Berkshire ansiedelten, wo sie die meiste Zeit ihrer Kindheit verbrachte. Mit 16 Jahren studierte sie Tanz am Lewisham College in Süd London. Mit 18 Jahren besuchte sie für ein 3-jähriges Studium der Theaterwissenschaften das London Studio Centre. Nach ihrem Abschluss wurde May mit dem Shelia O’Neil Award als herausragende Allround-Performerin (im Bereich Gesang, Tanz und Schauspiel) ausgezeichnet. Bisherige Preisträger waren unter anderem Elizabeth Hurley und Laurie Brett.
May debütierte in dem Film Gentlemen Broncos neben Sam Rockwell und Jemaine Clement. In der 2009er Fortsetzung des Films Hooligans (2005) spielte May, neben Ross McCall, die Rolle der Michelle „Red“ Miller. May hatte auch eine Rolle in dem Independent-Film The Scenesters, wo sie die Rolle der Reporterin Jewell Wright verkörperte.

## Filmografie (Auswahl)
- 2007: Two Weeks Notice (Kurzfilm)
- 2008: Nothing
- 2009: The Diner
- 2009: Hooligans 2 (Green Street 2: Stand Your Ground)
- 2009: The Scenesters
- 2009: Gentlemen Broncos